# Borgfors
Borgfors är ett tidigare järnbruk i Skinnskattebergs socken, Skinnskattebergs kommun, Västmanland (Västmanlands län).
En fallhammare anlades redan 1629 vid Skommarbyn. År 1746 är dock det åretal Borgfors bruk räknar som sin start. Kort därefter kom Borgfors i Baggå bruks ägo. Hammaren ska ha lagts ned någon gång under första hälften av 1800-talet. År 1875 byggdes istället en masugn vid Borgfors. I början av 1900-talet tillkom också ett anrikningsverk för järnmalmen från de olika gruvorna som tillhörde Baggå bruk. Hyttan i Borgfors lades ned omkring 1919/1920, och ungefär samtidigt även anrikningsverket. Synliga lämningar finns kvar idag efter hyttan och andra byggnader som låg i anslutning till denna. Masmästarbostaden, vilken även rymde bostäder för ytterligare 12 familjer är bevarad. Huset, som uppfördes 1890, och ombyggdes 1953, är timrat och utvändigt klätt med faluröd locklistpanel. Byggnaden är en av de få kvarvarande av sitt slag i Västmanlands län.